# بيل بيري (كرة سلة)
بيل بيري (بالإنجليزية: Bill Berry)‏ هو لاعب كرة سلة محترف أمريكي معتزل تحول إلى التدريب بعد الاعتزال. درب عدة فرق في الرابطة الوطنية لكرة السلة مثل واشنطن ويزاردز، سكرامنتو كينغز، شيكاغو بولز وهيوستن روكتس. فاز مع وهيوستن روكتس بلقب الرابطة الوطنية لكرة السلة مرتين كمدرب مساعد الأولى في موسم 1993–94 والثانية في الموسم الذي يليه 1994–95.

## روابط خارجية
- بيل بيري على موقع كلية كرة السلة في سبورتس رفرنس.كوم (الإنجليزية)
- بيل بيري على موقع سبورتس رفرنس (الإنجليزية)
- بيل بيري على موقع كلية كرة السلة في سبورتس رفرنس.كوم (الإنجليزية)